# Wystawa Związku Miast Polskich 1925 w Poznaniu

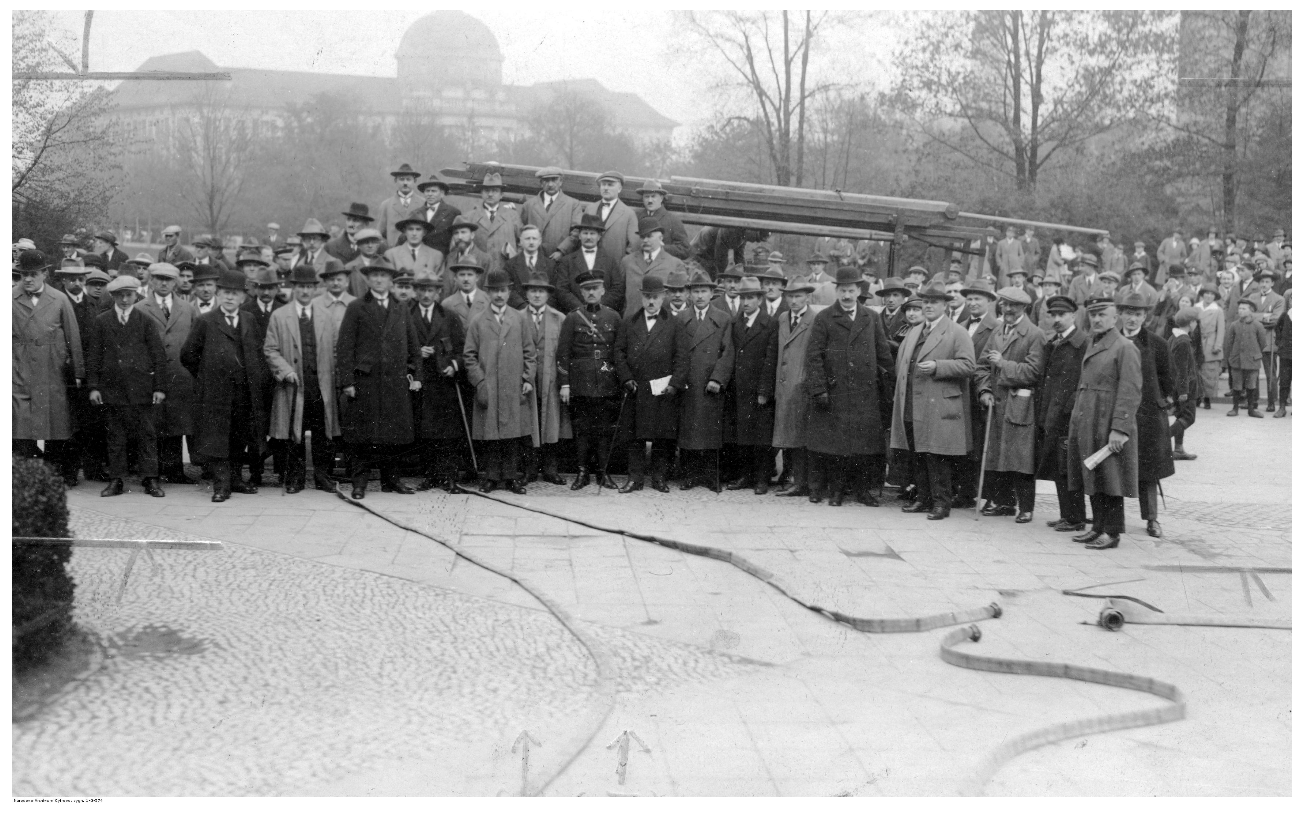
Delegaci I Zjazdu Gospodarczego Związku Miast

Wystawa Związku Miast Polskich 1925 w Poznaniu – wystawa odbywająca się w okresie 3–10 maja 1925 roku w Poznaniu, na terenie obecnych Międzynarodowych Targów Poznańskich.

## Opis
Była to pierwsza wystawa Związku Miast Polskich, zorganizowana w trakcie trwania V Targu Poznańskiego (obecnie Międzynarodowe Targi Poznańskie), który zarazem był pierwszym targiem odbywającym się w Poznaniu, mającym charakter międzynarodowy. Na wystawie przedstawiono stan miast w Polsce, ich aktualne potrzeby i stojące przed nimi zadania. Związek przygotował liczący ponad 300 stron „Katalog Wystawy Związku Miast Polskich”, który zawierał szczegółowy spis elementów wystawy, a także zawierał rys historyczny i informacje o ostatnich dokonaniach oraz osiągnięciach gospodarczych i społeczno-kulturalnych każdego z 33 miast biorących udział w wystawie. Swoje ekspozycje miały m.in. następujące miasta: Poznań, Kraków, Łódź, Lwów, Katowice, Bydgoszcz, Lublin, Częstochowa, Stanisławów, Radom, Grudziądz, Kalisz, Toruń, Piotrków, Rzeszów, Gniezno, Kutno, Inowrocław, Łuck, Zamość, Mysłowice, Ostrowiec, Września, Wieliczka, Nakło, Czarnków nad Notecią, Szamotuły, Wieleń, Nowy Tomyśl, Grodzisk i Bojanowo. 
Podczas trwania wystawy, w dniach 6–7 maja 1925 roku w Poznaniu odbył się pierwszy Zjazd Gospodarczy Delegatów Miast. W zjeździe uczestniczyło 120 delegatów. 
Wystawa cieszyła się tak dużym zainteresowaniem, że organizatorzy targów lwowskich złożyli prośbę o udostępnienie ekspozycji targowej na przyszłych V Międzynarodowych Targach Wschodnich we Lwowie odbywających się w dniach 5–15 września 1925 roku.